# أس أم برايم
شركة أس أم برايم القابضة (SMPH) هي شركة تطوير عقاري متكاملة وهي شركة تابعة لشركة أس أم للاستثمارات. تأسست في 6 يناير 1994 لتطوير وإدارة وتشغيل وصيانة مراكز التسوق التجارية أس أم وجميع الأعمال المتعلقة بها ، مثل تأجير المساحات التجارية داخل مجمع مراكز التسوق. تم طرحها للاكتتاب العام في 5 يوليو 1994 ، ثم نمت لتصبح أكبر شركة مدرجة في بورصة الفلبين للأوراق المالية من حيث الإيرادات. تشمل مصادر إيرادات الشركة الرئيسية في المقام الأول دخل الإيجار من مراكز التسوق وصالات الطعام ، وكذلك من مبيعات تذاكر السينما ودخل الترفيه.

## الشركات التابعة
- أس أم للمراكز التجارية الضخمة[1]
- أس أم للتنمية[2] [3]